# Vela (satellite)

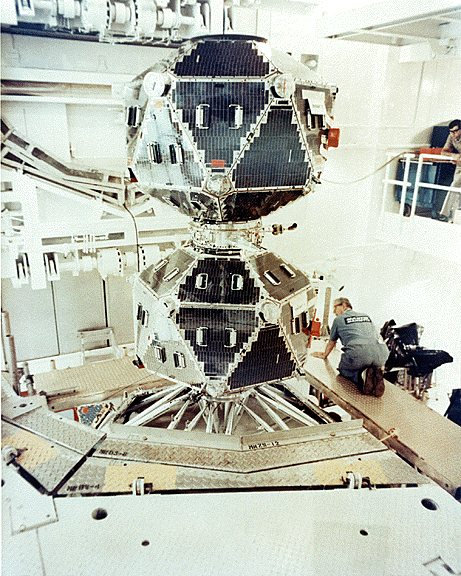
I satelliti Vela 5A e 5B

Vela era il nome di una rete di satelliti sviluppata nell'ambito dell'elemento "Vela Hotel" del Progetto Vela, con l'obiettivo di monitorare il rispetto del Trattato del 1963 sul bando parziale dei test nucleari (Partial Test Ban Treaty).
Negli anni '70, la missione di rilevamento nucleare fu trasferita al Defense Support Program (DSP) e successivamente, sul finire degli anni '80 ai satelliti del sistema Navstar Global Positioning System (GPS).
Il programma è attualmente denominato "Integrated Operational Nuclear Detection System (IONDS)" o "Sistema Operativo Integrato di Rilevamento Nucleare".
Controversie continuano tutt'oggi riguardo al programma Vela, poiché il 22 settembre 1979 il satellite Vela 6911 rilevò il doppio lampo caratteristico di un'esplosione nucleare in atmosfera tra l'Atlantico del sud e l'Oceano indiano a sud del Sud Africa 47° S 40° E, nei pressi dell'isole del Principe Edoardo, dipendenza sudafricana. Questo, che è comunemente noto come "l'incidente Vela" non ha, a tutt'oggi, trovato alcuna spiegazione, anche se sono state fatte ipotesi relative a un esperimento nucleare israelo-sudafricano.